# Santa Lucía de Tirajana
Santa Lucía de Tirajana – miasto w Hiszpanii (Wyspy Kanaryjskie, wyspa Gran Canaria).
Według danych INE w 2023 roku liczyło 76,418 mieszkańców.
Stolica okręgu w środkowo-wschodniej części wyspy. Malowniczo położona wśród gór nad żyznym wąwozem Barranco de Tirajana.